# Viharmadarak

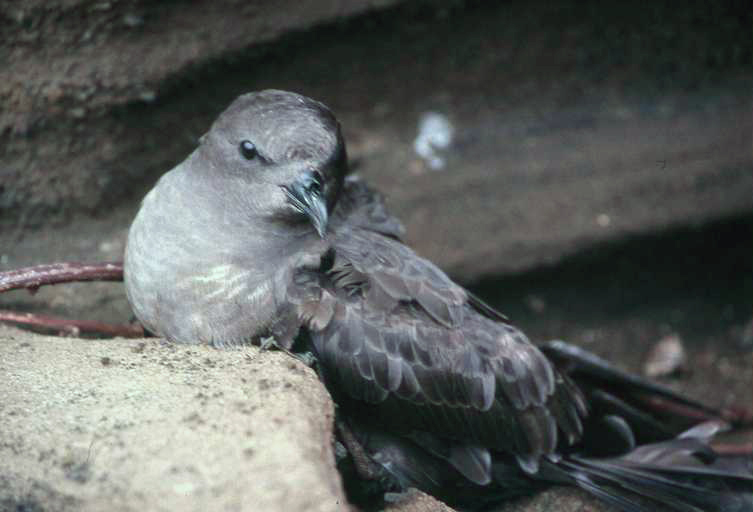
Trinidadi viharmadár (Pterodroma arminjoniana)

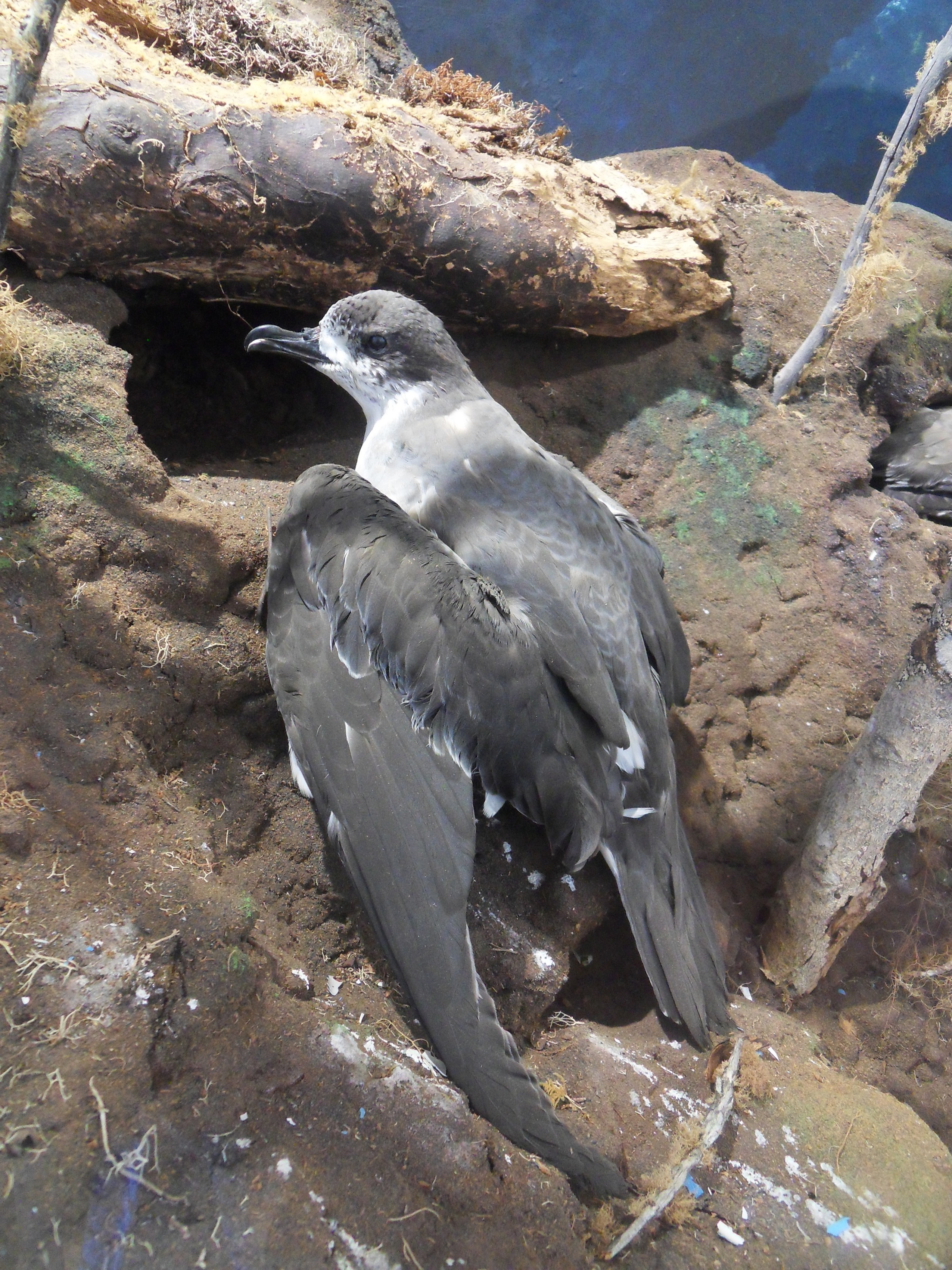
Barau-viharmadár (Pterodroma baraui)

A viharmadarak (Pterodroma) a madarak (Aves) osztályának viharmadár-alakúak (Procellariiformes) rendjébe, ezen belül a viharmadárfélék (Procellariidae) családjába tartozó nem.

## Előfordulásuk
A fajok többsége a mérsékelt övi vagy melegebb tengereken él.

## Megjelenésük
A legtöbb faj közepes testméretű; alkatuk a sirályokéra emlékeztet. Hátuk, hosszú szárnyuk és ék alakú farkuk többnyire sötétebb, hasuk tollazata világosabb. Két orrcsövük egybeforrt.

## Rendszertani besorolásuk
A viharmadarak csoportján belül még nem tisztázódott a rendszerezés. Néhány nemet áthelyeztek a Procellaria-Puffinus csoportba, míg egyes alfajokat faji szintre emeltek fel. Az alábbi fajlista összefoglalja a hagyományos rendszerezést, melyben azonban az Austin-féle (1998) és a Bretagnolle et al.-féle (1998) változtatások is láthatók. A legfrissebb rendszerezést viszont a Brooke-féle (2004) rendszertani besorolás mutatja be.

## Rendszerezés
A nembe az alábbi 2 alnem, 30 biztos recens faj és 12 feltételezett, illetve fosszilis faj tartozik:
- Cookilaria[4]
  - chatham-szigeteki viharmadár (Pterodroma axillaris) (Salvin, 1893)[5]
  - örvös viharmadár (Pterodroma brevipes) (Peale, 1848)[6]
    - Pterodroma brevipes magnificens - az örvös viharmadár alfaja, meglehet, hogy önállófaj Pterodroma magnificens néven[7]

  - maori hojsza (Pterodroma cookii) (G.R. Gray, 1843)[8]
  - Defilippe-viharmadár (Pterodroma defilippiana) (Giglioli & Salvadori, 1869)[9]
  - bonini viharmadár (Pterodroma hypoleuca) (Salvin, 1888)[10]
  - Pterodroma inexpectata (J.R. Forster, 1844)[11]
  - Gould-viharmadár (Pterodroma leucoptera) (Gould, 1844)[12]
  - Stejneger-viharmadár (Pterodroma longirostris) (Stejneger, 1893)[13]
  - feketeszárnyú viharmadár (Pterodroma nigripennis) (Rothschild, 1893)[14]
  - Pycroft-viharmadár (Pterodroma pycrofti) Falla, 1933[15]
- Pterodroma
  - Pterodroma alba (Gmelin, 1789)[16]
  - trinidadi viharmadár (Pterodroma arminjoniana) Giglioli & Salvadori, 1869[17]
  - Barau-viharmadár (Pterodroma baraui) Jouanin, 1964[18]
  - Bermuda-szigeteki viharmadár (Pterodroma cahow) (Nichols & Mowbray, 1916)[19]
  - Pterodroma cervicalis (Salvin, 1891)[20]
  - zöld-foki viharmadár (Pterodroma feae) (Salvadori, 1899)[21]
  - Juan Fernández-szigeti viharmadár (Pterodroma externa) (Salvin, 1875)[22]
  - Pterodroma hasitata (Kuhl, 1820)[23]
  - Pterodroma heraldica Salvin, 1888 - korábban a trinidadi viharmadár alfajának vélték; az Ornitológusok Nemzetközi Kongresszus (International Ornithological Congress) és Clements elfogadják a szétválasztást,[24] viszont az Amerikai Madarászok Egyesülete (American Ornithologists' Union) nem fogadja el a döntést.
  - atlanti viharmadár (Pterodroma incerta) (Schlegel,  1863)[25]
  - fehérfejű viharmadár (Pterodroma lessonii) (Garnot, 1826)[26]
  - nagyszárnyú viharmadár (Pterodroma macroptera) (Smith, 1840)[27]
  - madeirai viharmadár (Pterodroma madeira) Mathews, 1934[28]
  - bíborvörös viharmadár (Pterodroma magentae) (Giglioli & Salvadori, 1869)[29]
  - Pterodroma mollis (Gould, 1844)[30]
  - kermadec-szigeteki viharmadár (Pterodroma neglecta) (Schlegel, 1863)[31]
  - sötétfarkú viharmadár (Pterodroma phaeopygia) (Salvin, 1876)[32]
  - hawaii viharmadár (Pterodroma sandwichensis) Ridgway, 1884[33]
  - Solander-viharmadár (Pterodroma solandri) (Gould, 1844)[34]
  - Murphy-viharmadár (Pterodroma ultima) Murphy, 1949[35]
- Bizonytalan helyzetűek és fosszilis fajok
  - Pterodroma atrata Mathews, 1912[36] - talán azonos a trinidadi viharmadárral
  - Pterodroma deserta Mathews, 1934 - talán a zöld-foki viharmadár alfaja
  - †Pterodroma sp. - fosszilis madár a Kanári-szigetekről, de meglehet, hogy egy mai faj kihalt állománya
  - karibi viharmadár (Pterodroma caribbaea) Carte, 1866[37][38] - talán a karibi viharmadár kihalt alfaja
  - Pterodroma occulta Imber & Tennyson, 2001 - talán a Pterodroma cervicalis alfaja; sokan nem ismerik el
  - †Pterodroma sp. - még nincs leírva; létezése vitatott
  - †Pterodroma sp. - még nincs leírva; létezése vitatott
  - †Pterodroma jugabilis Olson & James, 1991[39] - nem fosszilis, csak kihalt
  - Pterodroma cf. leucoptera - talán kihalt
  - †Pterodroma rupinarum Olson, 1975 - manapság Pseudobulweria rupinarumként (Olson, 1975) ismert

Az Indiai-óceánban levő Aldabra-szigeten talált pleisztocén kori Pterodroma kurodai meglehet, hogy nem ebbe a madárnembe tartozik.

### Fordítás
- Ez a szócikk részben vagy egészben  a   Gadfly petrel című angol Wikipédia-szócikk ezen változatának fordításán alapul.  Az eredeti cikk szerkesztőit annak laptörténete sorolja fel. Ez a jelzés csupán a megfogalmazás eredetét és a szerzői jogokat jelzi, nem szolgál a cikkben szereplő információk forrásmegjelöléseként.